# Forum (biograf)
Forum var en biograf på Kortedala Torg i Göteborg, som öppnades 10 oktober 1959 och stängde 30 december 1965.